# MV Werften
 (janvier 2022).
MV Werften est une société de construction navale basée en Allemagne dans le Mecklembourg-Poméranie-Occidentale (Mecklemburg-Vorpommern). Lors de sa mise en faillite en 2022, elle appartient à la société Genting Hong Kong.